# Hot Water Music
Hot Water Music è un gruppo Post-hardcore statunitense formatosi a Gainesville (Florida) nel 1994, con due scioglimenti provvisori nel 1998 e nel 2006, per l'abbandono del cantante/chitarrista Chuck Ragan a causa di motivi familiari. Dopo lo scioglimento del 2006, gli altri tre componenti Chris Wollard, Jason Black e George Rebelo, con l'ausilio del chitarrista Todd Rockhill, avevano deciso di proseguire ma con un altro nome: The Draft.
Si sono riformati nel 2007, annunciando sul loro sito una reunion tournée, partita con un "secret show" nella loro città natale in Florida, e che li ha portati a suonare anche in Belgio, Germania, Australia fino al 2010.
Nel 2012 è seguita la pubblicazione di un nuovo album, Exister.
Nel 2017 hanno pubblicato il loro ultimo album intitolato Light It Up.

## Storia del gruppo
Gli Hot Water Music nascono nel 1994 a Gainesville, dopo che le loro precedenti band si sciolsero. Il nome è tratto da un libro di Charles Bukowski, di cui i 4 sono grandi fan.
Organizzano la loro prima esibizione in un Irish Pub di Gainesville, il Dirty Nellies, ma dopo qualche pezzo vengono interrotti dal gestore, il quale preferisce far ballare la gente con musica diversa. Comunque dopo riescono a trovare altri posti in cui suonare, soprattutto all'Hardback Cafè, un locale che permette spesso a gruppi emergenti di esibirsi. Intanto scrivono pezzi che andranno a finire sul primo demo Push for Coin, che permetterà loro di trovare un'etichetta che li produca.
Così agli inizi del 1995 escono Eating the filler per la Toybox Records ed uno split con i Swivelstick per la Tuesday Morning Records. A fine maggio rientrano in studio per registrare altri pezzi che alla fine dell'anno andranno a finire nel primo LP della band: Finding the Rhytms insieme a quelli delle 2 precedenti release. L'album viene edito da una coproduzione tra No Idea Records e Toybox Records.
Anche l'album successivo, Fuel For The Hate Game, uscito nel 1996 e considerato uno dei lavori più importanti della band viene coprodotto dalle due etichette.

## Formazione
- Chuck Ragan - voce e chitarra
- Chris Wollard - voce e chitarra
- Jason Black - basso
- George Rebelo - batteria

## Discografia
Album in studio
- 1995 - Finding the Rhythms - Toybox Records / No Idea Records
- 1996 - Fuel for the Hate Game - Toybox Records / No Idea Records
- 1997 - Forever and Counting - Doghouse Records
- 1999 - No Division - Some Records
- 2001 - A Flight and a Crash - Epitaph Records
- 2002 - Caution - Epitaph Records
- 2004 - The New What Next - Epitaph Records
- 2012 - Exister - Rise Records
- 2017 - Light It Up
- 2022 - Feel The Void - End Hits Records
- 2024 - Vows

Live
- 1999 - Live at the Hardback - No Idea Records

Raccolte
- 2001 - Never Ender - No Idea Records (raccoglie brani tratti da vari EP e split)
- 2008 - Till the Wheels Fall Off - No Idea Records

EP
- 1995 - Push For Coin - demo tape
- 1995 - Eating the Filler - Toybox Records
- 1997 - You Can Take The Boy Out Of Bradenton - Schematics Records
- 1997 - Allied 7"
- 1998 - Alachua
- 1998 - Moonpies for Misfits (contiene gli EP Where We Belong e Moments Pass) - No Idea Records

Split
- 1995 - Hot Water Music/Swivel Stick (split con Swivel Stick)
- 1997 - Happy Days (split con Tomorrow) - No Idea Records
- 1997 - Split with Clairmel (split con Clairmel) - No Idea Records
- 1998 - Split with Rydell (split con Rydell)
- 1998 - Some 7" (split con Six Going on Seven)
- 1998 - F- State Revisited (split con Screaming Fat Rat)
- 1999 - Hot Water Music vs Discount (split con Discount) - New American Dream Records
- 1999 - BYO Split Series, Vol. 1 (split con Leatherface) - Better Youth Organization
- 2002 - Alkaline Trio/Hot Water Music (split con Alkaline Trio) - Jade Tree Records
- 2002 - Colors, Words, and Dreams (split con The Casket Lottery) - Second Nature Recordings
- 2003 - Split with Muff Potter (split con Muff Potter) - Green Hell Label

Apparizioni in compilation
- 2000 - World Warped III Live
- 2005 - Warped Tour 2005 Tour Compilation